# شيخ ملو
شيخ ملو هي قرية في مقاطعة ورزقان، إيران. عدد سكان هذه القرية هو 253 في سنة 2006.